# جون لوبر
جون «الآلة» لوبر (بالإنجليزية: John "Machine" Lober؛ مواليد 26 فبراير 1968) هو مُقاتل فنون قتالية مختلطة أمريكي.

## وصلات خارجية
- جون لوبر على موقع يو إف سي (الإنجليزية)
- جون لوبر على موقع شيردوغ (الإنجليزية)
- جون لوبر على موقع Tapology.com (الإنجليزية)
- جون لوبر على موقع IMDb (الإنجليزية)
- جون لوبر على موقع قاعدة بيانات الفيلم (الإنجليزية)